# Otročok
Otročok (em húngaro: Otrokocs) é um município da Eslováquia, situado no distrito de Revúca, na região de Banská Bystrica. Tem 5,38 km² de área e sua população em 2018 foi estimada em 325 habitantes.

## Demografia
| Ano:        | 1994 | 2004    | 2014   | 2024   |
| ----------- | ---- | ------- | ------ | ------ |
| Broj ljudi: | 245  | 301     | 319    | 320    |
| Razlika:    |      | +22,85% | +5,98% | +0,31% |

| Ano:               | 2023 | 2024   |
| ------------------ | ---- | ------ |
| Número de pessoas: | 326  | 320    |
| Diferença:         |      | -1,84% |